# Udgir
Udgir es una ciudad y  municipio situada en el distrito de Latur en el estado de Maharashtra (India). Su población es de 103550 habitantes (2011), lo que la convierte en la segunda mayor ciudad del distrito, tras Latur.

## Demografía
Según el censo de 2011 la población de 103550 era de 43936 habitantes, de los cuales 54013 eran hombres y 49537 eran mujeres. Udgir tiene una tasa media de alfabetización del 84,25%, superior a la media estatal del 82,34%: la alfabetización masculina es del 89,78%, y la alfabetización femenina del 78,24%.